# 314. strelska divizija (ZSSR)
314. strelska divizija (izvirno rusko 314. стрелковая дивизия; kratica 314. SD) je bila strelska divizija Rdeče armade v času druge svetovne vojne.

## Zgodovina
Divizija je bila ustanovljena julija 1941 v Petropavlovsku.